# Бајо л'Евек
Бајо л'Евек (фр. Bailleau-l'Evêque) насеље је и општина у централној Француској у региону Центар (регион), у департману Ер и Лоар која припада префектури Шартр.
По подацима из 2011. године у општини је живело 1.184 становника, а густина насељености је износила 60,16 становника/km². Општина се простире на површини од 19,68 km². Налази се на средњој надморској висини од 159 метара (максималној 216 m, а минималној 142 m).

## Демографија
| 1962. | 1968. | 1975. | 1982. | 1990. | 1999. | 2011. |
| ----- | ----- | ----- | ----- | ----- | ----- | ----- |
| 509   | 545   | 588   | 682   | 929   | 987   | 1.184 |

График промене броја становника у току последњих година